# Kelley O'Hara
Kelley Maureen O'Hara (Jacksonville, 4 agosto 1988) è un'ex calciatrice statunitense, di ruolo difensore. Ha giocato 160 partite con la maglia della nazionale statunitense, vincendo due volte il campionato mondiale e una medaglia d'oro olimpica ai Giochi di Londra 2012.

## Carriera

### College
Ha ricevuto una borsa di studio per l'Università di Stanford, dove ha giocato nel campionato universitario National Collegiate Athletic Association (NCAA) dal 2006 al 2009, segnando in totale 31 gol in 65 partite.

### Nazionale
Dopo essere stata selezionata per rappresentare gli Stati Uniti nelle varie formazioni giovanili dall'Under-17 all'Under-23; inserita in rosa nella Nazionale Under-20 partecipa all'edizione 2006 del Campionato mondiale di categoria riuscendo a conquistare il terzo posto.
nel 2010 O'Hara viene inserita in rosa nella Nazionale maggiore con la quale il 28 marzo debutta nella partita contro il Messico.
Con la rappresentativa olimpica contribuisce a vincere la medaglia d'oro al torneo di calcio femminile dei Giochi della XXX Olimpiade, scendendo in campo in tutte e 6 le partite disputate dalla sua Nazionale.
Ha inoltre partecipato ai Mondiali femminili del 2011, nei quali gli Stati Uniti si sono classificati al secondo posto.
Partecipa al Mondiale di Canada 2015 dove realizza il suo primo gol con la maglia degli Stati Uniti durante la semifinale del torneo giocata il 30 giugno contro la Germania segnando il gol del definitivo 2-0.

## Palmarès

### Club
- Women's Professional Soccer: 1

Gold Pride: 2010

### Nazionale
- Four Nations Tournament: 1

2011
- Oro olimpico: 1

Londra 2012
- Algarve Cup: 3

2011, 2013, 2015
- Campionato mondiale femminile di calcio: 2

2015, 2019
- SheBelieves Cup: 5

2016, 2018, 2020, 2021, 2022
- Bronzo olimpico: 1

Tokyo 2020

### Individuale
- Hermann Trophy: 1

2009